# Felice Accoramboni
Felice Accoramboni est un médecin, poète et philosophe italien de la Renaissance.

## Biographie
Il s’appliqua dès sa jeunesse à la médecine, et fit dans cette science de rapides progrès. L’étude de la philosophie ancienne, celle de l’histoire naturelle et la culture des lettres remplissaient les loisirs que lui laissait la pratique de son art. Allié du pape Sixte-Quint, par son mariage avec une de ses parentes, il eut beaucoup à se louer de la générosité de ce pontife, et en témoigna sa reconnaissance en lui dédiant le recueil de ses ouvrages, imprimé à Rome, en 1590, in-fol. Ce volume contient :
- Commentarius obscuriorum locorum et sententiarum in omnibus aristotelicis scriptis ; et controversiarum inter platonicos, Galenum et Aristotelem, Examinatio ;
- Annotationes in librum Galeni de Temperamentis ;
- Sententiarum difficilium Theophrasti in libro de Plantis Explicatio ;
- De Fluxu et Refluxu Maris.

Le commentaire sur Aristote a reparu sous le titre : Interpretatio obscuriorum locorum et sententiarum Aristotelis, Rome, 1600 ; et sous celui de Vera mens Aristotelis, sive Explicatio in opera ejus, ibid., 1605 ; mais les exemplaires avec ces différents frontispices sont de la même édition. Ses notes sur le livre des Plantes de Théophraste ont été reproduites également sous un nouveau titre : Adnotationes in Theophrastum de Plantis, Rome, 1603. C’est par inadvertance que, dans l’Examen critique des Dictionnaires, p. 8, Barbier fait des Sententiarum Explicatio et des Adnotationes deux ouvrages différents. Les notes d’Accoramboni sur Théophraste sont très-estimées. Fabricius regrette qu’on ne les ait pas insérées dans la belle édition de l’Historia Plantarum, Amsterd., 1614, in-fol. (Voy. Fabricius, Bibl. gr., 11, 2377.)